# Astacilla lewtonae
Astacilla lewtonae är en kräftdjursart som beskrevs av King 2003. Astacilla lewtonae ingår i släktet Astacilla och familjen Arcturidae. Inga underarter finns listade i Catalogue of Life.